# Xã Conneaut, Quận Crawford, Pennsylvania
Xã Conneaut (tiếng Anh: Conneaut Township) là một xã thuộc quận Crawford, tiểu bang Pennsylvania, Hoa Kỳ. Năm 2010, dân số của xã này là 1.476 người.